# Curití (kommun)
Curití är en kommun i Colombia.   Den ligger i departementet Santander, i den centrala delen av landet, 250 km nordost om huvudstaden Bogotá. Antalet invånare är 11 464.